# Пецо Кръстески
Пецо Кръстески с псевдоним Даскала е югославски партизанин и деец на комунистическата съпротива във Вардарска Македония.

## Биография
Роден е през 1916 година в прилепското село Долнени в семейството на свещеник. Брат му Цветко Кръстески по-късно става архиепископ Ангеларий Охридски и Македонски. След като завършва основно образование Кръстески изучава и шивачество. През 1937 година е взет да отслужва казарма в Пожаревац. През 1940 година става член на ЮКП. Заедно с Никола Попоски, Мице Козароски, Йонче Йонески, Благоя Корубин и Киро Кьосески нападат прилепския затвор след нападението над местния полицейски участък на 11 октомври 1941. Осъден е задочно на смърт от Битолския военен съд.
По-късно участва в създаването на Прилепския партизански отряд „Гоце Делчев“, където е заместник-комисар по изхранване на отряда. На 16 май 1942 година при създаване на Велешко-прилепския народоосвободителен партизански отряд „Димитър Влахов“ става негов политически комисар.
През септември същата година участва в преговори между четниците на Войче Търбич за договаряне за ненападение. Месец по-късно на 17 октомври 1942 година отряда е обграден при село Богомила от полиция и български военни части и в сражението загива Кръстески заедно с други свои съратници.